# František Dénes
František Dénes, také Ferenc Dénes či Franz Dénes (4. dubna 1845, Trybsz – 17. října 1934, Levoča) byl středoškolský profesor v Levoči, funkcionář Uherského karpatského spolku, iniciátor a spoluautor map Vysokých Tater, autor průvodce po Karpatech. Stál u kolébky tatranské vysokohorské turistiky.

## Životopis
Narodil se v severospišské obci Tribš, která dnes leží v Polsku. Zde prožil své dětství. Žil blízko Vysokých Tater a od dětství je navštěvoval. Základní (Ľudovou) školu navštěvoval v Prešově a v Novém Targu. V Levoči studoval na gymnáziu. Během vysokoškolských studií klasické filologie a přírodních věd na univerzitě ve Vídni poznával téměř celou rakouskou část Alp. Ve studiích pokračoval v Budapešti. Tehdy už byl členem budapešťského vzdělávacího ústavu a doprovázel do Alp syna známého zubního lékaře MUDr. Fridricha Turnovského. Kromě Alp poznával nejvyšší maďarské pohoří Mátra.
V letech 1876–1906 působil jako středoškolský profesor v Levoči. Už během středoškolských studií v Levoči (1860–1864) navštěvoval Vysoké Tatry. V létě 1864 například vystoupil do Javorové doliny, na Ľadový štít a na Širokou. Když byl středoškolským profesorem, trávil většinu času v Tatranské Poliance. Nabízel své služby jako informátor a průvodce Uherského karpatského spolku. Byl stálým tatranských průvodcem známého vídeňského geologa Viktora Uhliga i sám pokračoval v geologických a glaciologických průzkumech Tater.
Praktickou turistiku spojoval s geografickými a glaciologickými pozorováními. Na základě svých pozorování napsal svého prvního průvodce Průvodce po uherských Karpatech (Wegweiser durch die ungarischen Krapathen, Levoča 1888), který vydal Fridrich Fuchs v roce 1863. V průvodci byly přehledné mapky úseků horského terénu i s plány turistických středisek. František Dénes byl iniciátorem vzniku a spoluautorem první tatranské mapy v měřítku 1:25 000 a dalších map v slovenském, maďarském a německém znění. Vydatně přispěl k odhalení mnoha omylů, které byly uvedeny na tehdejších mapách Vysokých Tater.
V roce 1873 se stal spoluzakladatelem Uherského karpatského spolku. Byl členem předsednictva a pokladníkem. Stejně tak byl pokladníkem sbírky na výstavbu Karpatského muzea v Popradu.
Zasloužil se o vytrasování několika tatranských chodníků, kromě jiného i Tatranské magistrály od Štrbského plesa na Zelené pleso. Jako 88letý vedl výstavbu chodníku z Tatranské Polianky k Batozovskému plesu a odtud na Ostrvu, Popradské pleso a Štrbské Pleso.
Jako pedagog organizoval časté studentské exkurze do hor. Probouzel v studentech trvalý zájem o Vysoké Tatry. Jako aktivní horolezec provedl prvovýstup přes Koně na Ľadový štít. Turistiku pěstoval i ve vysokém věku. Například v 80 letech byl na Rysech a na Bujačím vrchu, v 88 letech absolvoval trasu Tatranská Polianka – Velické pleso – Batizovská dolina – Ostrva – Popradské pleso.
Rok před smrtí přeložil do němčiny Wahlenbergovo dílo Flora Carpatorum Principalium z roku 1814. Téměř až do posledního dne života dělal meteorologická pozorování v Tatranské Poliance. Napsal mnoho článků a zpráv o Tatrách.

## Výběr z díla
- František Dénes : Karpathen – Vereines (Karpatský spolok). Leutschau (Levoča), 1883, 66 s.
- František Dénes : Das Pieninengebirge und die Zone der Karpathenklippen. Kesmark (Kežmarok), Verlag des Karpathenvereines, 1932, 26 s.
- František Dénes : A Magyarorszagi Kárpátvidéken utazók számára. Igló (Spišská Nová Ves) vyd. József Schmidt, 1888, 119 s.
- František Dénes : Wegweiser durch die Ungarischen Krapathen, Levoča, 1888.
- František Dénes : Ľadový štít (7. Ročenka Uhorského karpatského spolku. r. 1880, s. 261-298).
- František Dénes : Ďumbier v Nízkych Tatrách.(14. Ročenka Uhorského karpatského spolku. r. 1887, s. 70 – 83).
- František Dénes : Turisticky a vedecky z Magury. (17. Ročenka Uhorského karpatského spolku. r. 1890, s. 242-247, 253-254).
- František Dénes : Geológia tatranského pohoria (29. Ročenka Uhorského karpatského spolku, r. 1902, s. 53-114).